# Crocanthes
Crocanthes is een geslacht van vlinders van de familie Lecithoceridae.

## Soorten
- C. acroxantha Lower, 1896
- C. anactostola Diakonoff
- C. carcharias Meyrick, 1910
- C. celema Durrant, 1915
- C. cleomorpha Meyrick, 1931
- C. crypsichola Durrant, 1915
- C. characotis Meyrick, 1916
- C. chordotona Meyrick, 1916
- C. diula Meyrick, 1904
- C. doliopa Meyrick, 1921
- C. epitherma Lower, 1896
- C. eurypyra Meyrick, 1918
- C. fallax Durrant, 1915
- C. gelastis Meyrick, 1918
- C. geniola Meyrick, 1931
- C. glycina Meyrick, 1904
- C. halurga Meyrick, 1904
- C. hecuba Meyrick, 1931
- C. heliocharis Diakonoff, 1954
- C. heliograpta Meyrick, 1929
- C. hemipyra Meyrick, 1938
- C. ignea Meyrick, 1925
- C. ignigera Meyrick, 1938
- C. leucodonta Diakonoff, 1954
- C. megalophthalma Diakonoff, 1954
- C. micradelpha (Lower, 1897)
- C. miltina Durrant, 1915
- C. monodesma Meyrick, 1931
- C. pancala (Turner, 1919)

- C. perigrapta Meyrick, 1904
- C. phaeograpta Meyrick, 1931
- C. phoenoteles Meyrick, 1929
- C. platycitra Meyrick, 1931
- C. prasinopis Meyrick, 1886
- C. protoma Diakonoff, 1954
- C. pyrochorda Meyrick, 1910
- C. pyrostola Diakonoff, 1954
- C. rhodantha Meyrick, 1918
- C. sceletopa Meyrick, 1910
- C. sceptrophora Diakonoff, 1954
- C. scioxantha Meyrick, 1910
- C. sidonia Meyrick, 1910
- C. sphecotypa Meyrick, 1933
- C. symmochlopa Meyrick, 1929
- C. temeraria Meyrick, 1910
- C. thalamectis Meyrick, 1931
- C. thermobapta Lower, 1920
- C. thermocharis Meyrick, 1931
- C. thiomorpha Turner, 1933
- C. thrasydora Meyrick, 1910
- C. triglenopa Meyrick, 1929
- C. trizona Lower, 1916
- C. venustula Turner, 1933
- C. xanthistia Meyrick, 1931
- C. xanthorrhea Diakonoff, 1954
- C. zonias Meyrick, 1904
- C. zonodesma Lower, 1900